# 夕刻ロベル
夕刻ロベル（ゆうこく ロベル、9月26日 - ）は、日本のバーチャルYouTuberである。所属事務所はホロライブプロダクション。アステル・レダ、岸堂天真とともに「SunTempo（サンテンポ）」というユニットを構成している。

## 活動
ホロライブプロダクション傘下のVTuberグループ「ホロスターズ」に所属しており、ホロスターズの2期生にあたる。アステル・レダ、岸堂天真とともに「SunTempo（サンテンポ）」というユニットを構成している。
2019年12月4日にデビューし、同月の24日に初配信を行った。バーチャルYoutuberになったきっかけは、ゲーム『アイドルマスター』シリーズに登場するアイドルたちに「キラキラしているな…」と憧れを抱いていたことだといい、そんな中でバーチャルYoutuberの男性アイドルグループ「ホロスターズ」を知ったことでバーチャルYoutuberになることを決心したという。
バー「ROBEL（ロベル）」のマスターで、お店の営業前や空き時に配信を行っている。配信活動は雑談配信とゲーム配信が主であり、特にトークメインの雑談配信をソロやコラボを問わず頻繁に行っているほか、24時間雑談配信を行ったこともある。ライターのたまごまごは24時間配信を「伝説になっている。（中略）話題の引き出しの多さやコメントへのツッコミ力など、彼のトークの魅力が存分に詰まった配信」だと評している。また、自身のバーでゲストと対談する配信をたびたび行っており、ホロライブ所属者やバーチャルYoutuberに留まらず声優などさまざまなゲストを呼んでいる。「草」などの他愛のないコメントが好きであるといい、配信ではそういったコメントが盛り上がるように気にかけているという。他にも「朝活」と称してバーチャルYoutuberの配信が少ない午前10時からの雑談配信も行っており、主婦の視聴者もいるという。
トーク力を活かして声優の小野友樹と『小野友樹と夕刻ロベルのへんならじお』（文化放送 超！A&G+）のパーソナリティを務めている。

## 人物
軽快な関西弁でのトークが人気を博しており、関西ノリでのツッコミとイジられが持ち味である。人と喋ることが好きで、幼少期から人前に出るのが苦ではない性格であったという。海外ファンからは息子（winning son）と呼ばれており、Youtubeのコメント欄には英語でのコメントが散見されるのも特徴である。気分屋な性格であるといい、配信スタイルもやりたくなったらやる、事前に配信予定を決めていても気乗りしなければ休むという。

## 評価
ライターの原肇は夕刻ロベルについて「ムードメーカーとして場を盛り上げる手腕には定評がある」と評し、「喋りで魅せる，まさに王道スタイルの実力派配信者」であると述べている。
ホロスターズの岸堂天真は夕刻ロベルの人気について「「ホロスタ」といえば彼の名前が出てくる人が多いくらいです」と述べており、同じくホロスターズのアステル・レダは「誰からも嫌われない人って感じ。いろいろな人と仲よくでき」る人物だと評している。